# Столбун, Сергей Николаевич
Сергей Николаевич Столбун (род. 4 апреля 1954, Казань, Татарская АССР, РСФСР, СССР или Правдинский, Московская область) — советский и российский хоккеист, нападающий. Мастер спорта СССР. Тренер.

## Биография
Отец работал прорабом, был спортивным болельщиком. Мать работала швеёй, затем — в столовой.
В составе дворовой футбольной команды посёлка Правдинский дважды занимал первое место в Московской области, участвовал в всероссийском финале «Кожаного мяча» в Ереване. Тренер — Валентин Иванович Нехорошев.
С шести лет тренировался в футбольной команде московского «Локомотива», где играл его старший брат Евгений. Команды года рождения Сергея не было, и сначала он тренировался с девятилетними. Финалист Кубка Москвы среди молодежных команд в «Лужниках», был капитаном и штатным пенальтистом команды. Вначале его не приняли в хоккейную школу, он попал туда в 12 лет и стал капитаном. После окончания школы в 17 лет вместе с тренером Евгением Егоровым уехал в казанский СК имени Урицкого, где приглашался и в футбольный «Рубин».
За СК имени Урицкого Столбун провёл 18 сезонов (1971/72 — 1988/89) и стал лучшим бомбардиром в истории клуба. Его партнёрами отмечались выносливость, скорость, агрессивность на льду, необычный стиль катания, блестящее голевое чутьё. Наиболее результативной была тройка Маслов — Столбун — Шалахин, сформированная Владимиром Васильевым. Личный рекорд Столбун установил в сезоне 1982/83, забив 88 шайб (из них 8 в переходном турнире) и набрав 125 очков. Трижды подряд был лучшим снайпером первой лиги. В конце сезона 1974/75 провёл один матч в чемпионате СССР за «Динамо» Москва, но получил травму руки и вернулся в Казань. Позже отклонял предложения «Динамо» Рига, киевского «Сокола», «Крыльев Советов», воскресенского «Химика». В одном из матчей Столбуну проткнули щёку клюшкой и выбили несколько зубов.
В целях освобождения Столбуна от армейской службы клуб фиктивно оформил его сельским учителем физкультуры. После того, как подлог вскрылся, Столбун был доставлен в военкомат, откуда сбежал. Вскоре Столбун получил рассечение лица коньком, и его забрали из госпиталя в Куйбышев, где он играл за СКА в сезоне 1977/78.
В сезоне 1989/90 стал играть за югославскую команду «Медвешчак» Загреб. Главным тренером был Анатолий Кострюков, в тройке со Столбуном играли Владимир Щуренко и Виктор Крутов. Будучи капитаном команды, дважды становился чемпионом и обладателем Кубка Югославии. Столбуну предлагали принять гражданство Югославии, но из-за начавшейся войны он переехал в Словению, где играл за «Блед» и «Славию» Любляна. Тренировал сборную кадетов Словении, «Блед».
Вернувшись в Россию из-за болезни матери, в сезоне 1994/95 играл за «Нефтяник» Альметьевск. В следующем сезоне был в составе команды МХЛ ЦСК ВВС Самара, но получил разрыв коленных связок и сыграть не сумел. Затем пять сезонов выступал на Балканском полуострове.
С сыном Евгением провёл несколько матчей за дубль «Ак Барса».
В сезоне 2001/02 в возрасте 47 лет играл в команде первой лиги «Ариада» Волжск, забросив 8 шайб в 12 матчах. Карьеру завершил в следующем сезоне в «Бледе» играющим тренером.
В 1995 году стал тренировать женскую команду в Сабах, затем — женскую сборную Татарстана. Главный тренер женской команды «Арктик-Университет» в сезонах 2012/13 — 2015/16.
Тренер команды Ночной хоккейной лиги «Казанские Драконы».
Лучший бомбардир в истории казанского хоккея — 1004 игры, 903 (582+321) очка.
Заслуженный работник физической культуры Татарстана.